# بيتر باكر (مجدف)
بيتر باكر (بالهولندية: Peter Bakker)‏ هو مجدف هولندي، ولد في 4 أغسطس 1934 في روتردام في هولندا.

## وصلات خارجية
- بيتر باكر على موقع الاتحاد الدولي للتجديف (الإنجليزية)
- بيتر باكر على موقع أوليمبيديا (الإنجليزية)